# Höhlen-Raubkäfer
Der Höhlen-Raubkäfer (Quedius mesomelinus) ist ein Käfer aus der Familie der Kurzflügler (Staphylidinae). Er wurde vom Verband der deutschen Höhlen- und Karstforscher zum Höhlentier des Jahres 2021 gekürt.

## Merkmale
Ausgewachsene Höhlen-Raubkäfer haben eine Länge von 7 bis 11 mm. Die Deckflügel sind schwarz-glänzend und punktiert; die Beine und Fühler sind etwas heller. Der Hinterleib wird von den Deckflügeln fast nicht bedeckt. Unter den Flügeldecken finden sich stark zusammengefaltete Flügel.

## Verbreitung
Die Art ist in Europa, Asien und Nordafrika weit verbreitet. Weiterhin wurde sie nach Kanada, Grönland, Australien und in die Antarktis verschleppt.

## Lebensweise
Höhlen-Raubkäfer leben räuberisch von anderen wirbellosen Arten, nutzen aber auch Pilzgeflechte als Nahrungsquelle.

Neben Höhlen sind sie auch in Laub, Bauten von Kleinsäugern oder Kellern zu finden. 
Die ebenfalls räuberischen Larven verpuppen sich zu einer etwa 6 mm langen Puppe, die eine dunkelgelbe bis rötlich-braune Farbe aufweist.

Sie sind eutroglophil.